# لزبینیسم سیاسی
لزبینیسم سیاسی (انگلیسی: Political lesbianism) یا هم‌جنس‌گرایی زنانه سیاسی یک پدیده در فمینیسم است، در درجه اول با فمینیسم موج دوم و بعدتر با فمینیسم رادیکال مرتبط است، و شامل جدایی‌طلبی هم‌جنس‌گرایی زنانه است. در لزبینیسم سیاسی گرایش جنسی یک انتخاب سیاسی و فمینیستی است و همجنس‌گرایی زنانه را جایگزینی برای دگرجنس‌گرایی برای زنان به‌عنوان بخشی از مبارزه با جنسیت‌گرایی می‌داند.

## تاریخچه
لزبینیسم سیاسی در اواخر دهه ۱۹۶۰ در میان فمینیست‌های رادیکال موج دوم به‌عنوان راهی برای مبارزه با تبعیض جنسی و دگرجنس‌گرایی اجباری سرچشمه گرفت. در سال ۱۹۸۱، شیلا جفریز زمانی که برای گروه فمینیست انقلابی لیدز این جمله را که: «دشمن خود را دوست دارید؟ بحث بین فمینیسم دگرجنسگرا و لزبینیسم سیاسی» نوشت، به توسعه این مفهوم کمک کرد. آن‌ها استدلال می‌کردند که زنان باید حمایت از دگرجنس‌گرایی را کنار بگذارند و با مردان نخوابند، درحالی‌که زنان را تشویق می‌کردند که مردان را «از بستر و از سر خود باز کنند». درحالی‌که ایده اصلی لزبینیسم سیاسی جدا بودن از مردان است، لزوماً به این معنا نیست که لزبین‌های سیاسی «باید» با زنان بخوابند. برخی انتخاب می‌کنند که مجرد باشند یا بی‌جنس شناخته شوند. تعریف گروه فمینیست انقلابی لیدز از یک همجنس‌گرای سیاسی این است که «زنی با هویت زن که مردان را لعنت نمی‌کند». مردان را دشمن و زنانی را که با آن‌ها در ارتباط بودند هم‌دست و شریک ظلم و ستم خود می دانستند. رفتار دگرجنس‌گرا واحد اساسی ساختار سیاسی پدرسالاری تلقی می‌شود، لزبین‌هایی که رفتار دگرجنس‌گرا را رد می‌کنند، سیستم سیاسی مستقر را مختل می‌کنند.
تی-گریس اتکینسون، یک فمینیست رادیکال که به تأسیس گروه فمینیست‌ها کمک کرد، با عبارتی که تجسم این جنبش بود، شناخته می‌شود: «فمینیسم نظریه است. لزبینیسم عمل است.